# Dù tôi không phải người hùng
Dù tôi không phải người hùng (tiếng Hàn: 히어로는 아닙니다만; Tiếng Anh: Although I Am Not a Hero) là bộ phim truyền hình Hàn Quốc với sự tham gia của Jang Ki-yong, Chun Woo-hee, Go Doo-shim và Claudia Kim. Phim được phát sóng trên JTBC từ ngày 4 tháng 5 đến ngày 9 tháng 6 năm 2024, thứ bảy và chủ nhật hàng tuần lúc 22:30 (KST). Nó cũng có sẵn để phát trực tuyến trên Netflix ở các khu vực được chọn.

## Tóm tắt
Phim kể về câu chuyện của gia đình họ Bok, một gia đình có siêu năng lực nhưng dần bị mất đi do bệnh mãn tính và lối sống hiện đại không lành mạnh. Tuy nhiên, cuộc sống của họ đã thay đổi sau khi gắn bó với Do Da-hae.

## Diễn viên

### Chính
- Jang Ki-yong vai Bok Gwi-ju[6]

Anh ấy có khả năng quay ngược thời gian và xem lại những kỷ niệm vui vẻ. Tuy nhiên, anh đã mất đi khả năng ấy sau cái chết của vợ mình, khi anh phải vật lộn với chứng trầm cảm và không còn có thể tìm thấy bất kỳ ký ức nào trước đây của mình một cách hạnh phúc.
- Chun Woo-hee vai Do Da-hae[7]

Một người phụ nữ bí ẩn quan tâm đến Bok Gwi-ju và gia đình anh.
- Go Doo-shim vai Bok Man-heum[8]

Mẹ của Gwi-ju, bà mắc chứng mất ngủ nên không thể tiếp cận siêu năng lực " giấc mơ nhận thức " của mình.
- Claudia Kim vai Bok Dong-hee[9]

Chị gái của Gwi-ju, cô ấy có khả năng bay, tuy nhiên, cô ấy dường như đã mất khả năng này do phải vật lộn với bệnh béo phì.

### Phụ

#### Những người xung quanh Gwi-ju
- Park So-yi vai Bok In-a[10]

Con gái của Gwi-ju. Là một cô bé 13 tuổi bị cô lập với gia đình và các bạn cùng lớp ở trường.
- Oh Man-seok vai Eom Soon-gu[11]

Chồng của Man-heum và cha của Gwi-ju và Dong-hee. Ông là thành viên duy nhất trong gia đình Bok không có siêu năng lực.

#### Những người xung quanh Da Hae
- Kim Geum-sun vai Baek Il-hong[12]

Mẹ nuôi của Da Hae.
- Ryu Abel vai Grace[13]

Em gái nuôi của Da Hae.
- Choi Gwang-rok vai Noh Hyung-tae[14]

Chú nuôi của Da Hae.

#### Khác
- Moon Woo-jin vai Han Jun-woo

Bạn cùng lớp kiêm bạn trai của In-a